# Далече, далече
„Далече, далече“ (на английски: Far and Away) е американска романтична драма от 1992 г., режисиран от Рон Хауърд. В главните роли са Том Круз и Никол Кидман.
Круз и Кидман играят ролята на ирландски имигранти, търсещи щастието си в Америка през 1890 г., взимат участие в състезанието за земя в Оклахома през 1893 г.
През 1992 г. филмът е романизиран от писателката Соня Маси въз основа на сценария на Боб Долман.